# Danh sách đĩa đơn quán quân Hot 100 năm 1979 (Mỹ)
Billboard Hot 100, công bố hàng tuần bởi tạp chí Billboard, là bảng xếp hạng các đĩa đơn thành công nhất tại thị trường âm nhạc Hoa Kỳ. Các số liệu cho việc xếp hạng được Nielsen SoundScan tổng hợp chung dựa trên doanh số đĩa thường và nhạc số và tần suất phát trên sóng phát thanh.

## Lịch sử xếp hạng
| Ngày phát hành   | Bài hát                            | Nghệ sĩ                           |
| ---------------- | ---------------------------------- | --------------------------------- |
| Tháng 1 ngày 6   | "Too Much Heaven"                  | Bee Gees                          |
| Tháng 1 ngày 13  | "Too Much Heaven"                  | Bee Gees                          |
| Tháng 1 ngày 20  | "Le Freak"                         | Chic                              |
| Tháng 1 ngày 27  | "Le Freak"                         | Chic                              |
| Tháng 2 ngày 3   | "Le Freak"                         | Chic                              |
| Tháng 2 ngày 10  | "Da Ya Think I'm Sexy?"            | Rod Stewart                       |
| Tháng 2 ngày 17  | "Da Ya Think I'm Sexy?"            | Rod Stewart                       |
| Tháng 2 ngày 24  | "Da Ya Think I'm Sexy?"            | Rod Stewart                       |
| Tháng 3 ngày 3   | "Da Ya Think I'm Sexy?"            | Rod Stewart                       |
| Tháng 3 ngày 10  | "I Will Survive"                   | Gloria Gaynor                     |
| Tháng 3 ngày 17  | "I Will Survive"                   | Gloria Gaynor                     |
| Tháng 3 ngày 24  | "Tragedy"                          | Bee Gees                          |
| Tháng 3 ngày 31  | "Tragedy"                          | Bee Gees                          |
| Tháng 4 ngày 7   | "I Will Survive"                   | Gloria Gaynor                     |
| Tháng 4 ngày 14  | "What a Fool Believes"             | The Doobie Brothers               |
| Tháng 4 ngày 21  | "Knock on Wood"                    | Amii Stewart                      |
| Tháng 4 ngày 28  | "Heart of Glass"                   | Blondie                           |
| Tháng 5 ngày 5   | "Reunited"                         | Peaches & Herb                    |
| Tháng 5 ngày 12  | "Reunited"                         | Peaches & Herb                    |
| Tháng 5 ngày 19  | "Reunited"                         | Peaches & Herb                    |
| Tháng 5 ngày 26  | "Reunited"                         | Peaches & Herb                    |
| Tháng 6 ngày 2   | "Hot Stuff"                        | Donna Summer                      |
| Tháng 6 ngày 9   | "Love You Inside Out"              | Bee Gees                          |
| Tháng 6 ngày 16  | "Hot Stuff"                        | Donna Summer                      |
| Tháng 6 ngày 23  | "Hot Stuff"                        | Donna Summer                      |
| Tháng 6 ngày 30  | "Ring My Bell"                     | Anita Ward                        |
| Tháng 7 ngày 7   | "Ring My Bell"                     | Anita Ward                        |
| Tháng 7 ngày 14  | "Bad Girls"                        | Donna Summer                      |
| Tháng 7 ngày 21  | "Bad Girls"                        | Donna Summer                      |
| Tháng 7 ngày 28  | "Bad Girls"                        | Donna Summer                      |
| Tháng 8 ngày 4   | "Bad Girls"                        | Donna Summer                      |
| Tháng 8 ngày 11  | "Bad Girls"                        | Donna Summer                      |
| Tháng 8 ngày 18  | "Good Times"                       | Chic                              |
| Tháng 8 ngày 25  | "My Sharona"                       | The Knack                         |
| Tháng 9 ngày 1   | "My Sharona"                       | The Knack                         |
| Tháng 9 ngày 8   | "My Sharona"                       | The Knack                         |
| Tháng 9 ngày 15  | "My Sharona"                       | The Knack                         |
| Tháng 9 ngày 22  | "My Sharona"                       | The Knack                         |
| Tháng 9 ngày 29  | "My Sharona"                       | The Knack                         |
| Tháng 10 ngày 6  | "Sad Eyes"                         | Robert John                       |
| Tháng 10 ngày 13 | "Don't Stop 'Til You Get Enough"   | Michael Jackson                   |
| Tháng 10 ngày 20 | "Rise"                             | Herb Alpert                       |
| Tháng 10 ngày 27 | "Rise"                             | Herb Alpert                       |
| Tháng 11 ngày 3  | "Pop Muzik"                        | M                                 |
| Tháng 11 ngày 10 | "Heartache Tonight"                | Eagles                            |
| Tháng 11 ngày 17 | "Still"                            | Commodores                        |
| Tháng 11 ngày 24 | "No More Tears (Enough is Enough)" | Barbra Streisand and Donna Summer |
| Tháng 12 ngày 1  | "No More Tears (Enough is Enough)" | Barbra Streisand and Donna Summer |
| Tháng 12 ngày 8  | "Babe"                             | Styx                              |
| Tháng 12 ngày 15 | "Babe"                             | Styx                              |
| Tháng 12 ngày 22 | "Escape (The Piña Colada Song)"    | Rupert Holmes                     |
| Tháng 12 ngày 29 | "Escape (The Piña Colada Song)"    | Rupert Holmes                     |